# .bd
bd. هو نطاق إنترنت من صِنف مستوى النطاقات العُليا في ترميز الدول والمناطق للمواقع التي تنتمي لبنجلادش. وتدار من قبل وزارة البريد والاتصالات وتكنولوجيا المعلومات
.বাংলা ("bangla") هو نطاق المستوى الأعلى لرمز الدولة الثاني الذي مُنح لبنغلاديش في عام 2011. هذا المجال مخصص لعناوين الويب باللغة البنغالية. بدأت عملية تخصيص أسماء النطاقات لمواقع الويب في 16 ديسمبر 2016.

## نطاقات المستوى الأعلى
- .bd
- .বাংলা - bangla

## نطاقات المستوى الثاني
| امتداد المجال | الاسم الكامل            | مؤهلات التسجيل                                                 |
| ------------- | ----------------------- | -------------------------------------------------------------- |
| .com.bd       | Commercial              | مخصص للكيانات والأغراض التجارية.                               |
| .co.bd        | Commercial              | التجارية والعامة.                                              |
| .org.bd       | Organization            | مخصص للكيانات غير الهادفة للربح.                               |
| .info.bd      | Information             | مخصصة للأسماء الشخصية ، يمكن للأفراد فقط التسجيل               |
| .net.bd       | Network                 | مقصورة على البنية التحتية لمزود خدمة الإنترنت البنجلاديشي.     |
| .edu.bd       | Educational institution | يقتصر على المعهد التعليمي والكليات والجامعات البنجلاديشية.     |
| .ac.bd        | Academic institution    | يقتصر على المعهد الأكاديمي والمدارس ومركز التدريب البنجلاديشي. |
| .mil.bd       | Military                | المنظمات العسكرية والعسكرية فقط.                               |
| .gov.bd       | Government              | يقتصر على الحكومة.                                             |
| .tv.bd        | Broadcasting            | المنظمات أو الأفراد.                                           |
| .sw.bd        | Technology              | المعاهد الفنية وشركات البرمجيات أو الأفراد.                    |

## نطاقات المستوى الثالث
| امتداد المجال     | الاسم الكامل               | مؤهلات التسجيل               |
| ----------------- | -------------------------- | ---------------------------- |
| .judiciary.org.bd | Judicial Portal Bangladesh | المحاكم الفرعية في بنغلاديش. |